# Wonsey Rock
Wonsey Rock är en kulle i Antarktis. Den ligger i Östantarktis. Australien gör anspråk på området.
Terrängen runt Wonsey Rock är platt västerut, men åt sydost är den kuperad. Havet är nära Wonsey Rock åt nordväst. Trakten är glest befolkad. Närmaste befolkade plats är Casey Station, 8,0 kilometer söder om Wonsey Rock. 